# Я люблю тебя, Филлип Моррис
«Я люблю тебя, Филлип Моррис» (англ. I Love You Phillip Morris) — романтическая трагикомедия Джона Рекуа и Гленна Фикарры, вышедшая в 2009 году. Фильм снят по книге Стива Маквикера «Я люблю тебя, Филлип Моррис: Правдивая история жизни, любви и тюремных побегов» (англ. I Love You Phillip Morris: A True Story of Life, Love, and Prison Breaks), которая является биографией американского мошенника Стивена Рассела. Главные роли исполняют Джим Керри и Юэн Макгрегор. Продюсер — Люк Бессон. Мировая премьера состоялась 18 января 2009 года, российская — 11 февраля 2010 года.

## Сюжет
В десятилетнем возрасте Стивен узнаёт, что он — приёмный ребёнок. С тех пор у него появилась навязчивая идея — найти свою родную семью. Поэтому он становится полицейским. Но оказавшись на пороге отчего дома, он не получает ответа на главный свой вопрос: «Почему именно Я?» К тому времени Стив — уже вполне состоявшийся человек, у него есть всё: хорошая работа, любящие жена Дебби (Лесли Манн), и ребёнок. При этом он скрытый гомосексуал.
Попав в аварию, Стив Расселл осознаёт всю скоротечность жизни. В тот вечер он решает прожить вторую половину жизни, больше не ограничивая себя нормами общественной морали и не скрывая своей ориентации. Но поняв, что «быть геем — дорогое удовольствие», герой ударяется во все тяжкие: он проворачивает одну аферу за другой, пока не наступает закономерная развязка — суд, срок, тюрьма.
Здесь Стив встречает свою настоящую любовь. Простой заключённый Филипп Моррис (Юэн Макгрегор) — человек с доброй душой и разбитым сердцем — становится самым дорогим и близким его другом. С этих пор Стив Расселл стремится уберечь своё счастье от всех невзгод мира.
После выхода из тюрьмы он добивается досрочного освобождения для друга. Не желая перемолоть хрупкую идиллию взаимоотношений в жерновах быта, Стив решается на очередную аферу. И всё было бы хорошо, если бы не людская зависть: коллега и босс натравливают на хитреца копов.
Филипп Моррис, узнав о злоключениях друга, зачисляет его в ранг предателей и разрывает все отношения с ним.
Стиву Расселлу остаётся только бороться за свою любовь. Ему удаётся несколько раз сбежать из тюрьмы, используя различные хитрости, но его ловят и возвращают обратно. Последний побег, с помощью симуляции смерти от СПИДа удаётся, и Стив в качестве адвоката приходит освобождать Филиппа. Однако среди присяжных оказывается его бывший коллега и Стива упекают за решётку пожизненно. При этом его почти не выпускают из карцера, оставляя лишь час в сутки на душ и зарядку под присмотром. В конце фильма Морриса освобождают по истечении срока, а Стив снова сбегает из тюрьмы.

## В ролях
| Актёр              | Роль                |
| ------------------ | ------------------- |
| Джим Керри         | Стив Рассел         |
| Юэн Макгрегор      | Филлип Моррис       |
| Лесли Манн         | Дебби               |
| Родриго Санторо    | Джимми              |
| Николас Александер | брат Стивена        |
| Дэвид Дженсен      | Судья               |
| Грифф Фёрст        | Марк                |
| Джессика Хип       | Секретарша          |
| Марк Макколей      | Хьюстонский Коп     |
| Элизабет Бурвант   | Сара                |
| Энтони Короне      | Лидхольм            |
| Дамеон Кларк       | Хьюстонский адвокат |

В российском прокате роль Джима Керри озвучил Тимур Батрутдинов, а Юэна Макгрегора — Пётр Фёдоров.

## Запрет на широкий прокат
В США могли запретить этот фильм, так как дистрибьюторы считали, что он «слишком гомосексуальный». Опасались, что прокатчики так и не будут найдены, и будущее фильма могло ограничиться DVD-форматом.
Льюис Тайс, директор по рекламе и маркетингу «TLA Releasing» сказал:
«…сексуальных сцен в фильме было слишком много, чего я никогда раньше не видел в картинах со знаменитыми актёрами… Я был очень удивлен, но сцены секса появились на экране уже в первые десять минут от начала фильма… Что касается картин для ЛГБТ-аудитории, то они по-прежнему
являются андеграундом. Основные свои фильмы Голливуд снимает для широкой аудитории, а иначе они просто не окупятся»
По требованию прокатчика из картины вырезали слишком откровенные сцены и уменьшили количество упоминаний об однополой любви.

## Релиз
Фильм демонстрировался на следующих фестивалях:
2009 год
- Кинофестиваль «Санденс»
- Каннский кинофестиваль
- Фестиваль гей и лесби кино в Париже

2010 год
- Международный кинофестиваль в Гётеборге
- Международный кинофестиваль в Сан-Паулу
- Международный кинофестиваль в Палм-Спрингсе
- Международный кинофестиваль в Мельбурне
- Международный кинофестиваль в Денвере

## Критика
На агрегаторе Rotten Tomatoes фильм имеет 71%-й рейтинг с «сертификатом свежести», выведенный на основании 156 рецензий. Критический консенсус сайта гласит: «Эта романтическая комедия, основанная на реальных событиях, имеет свои недостатки, но в целом они компенсируются приятным, юмористическим тоном повествования и одной из лучших ролей в карьере Джима Керри». На агрегаторе Metacritic рейтинг фильма составил 65 баллов из 100 на основании 32 рецензий. Дэймон Уайз из «Таймс» дал фильму четыре звезды из пяти возможных, отметив, что «Я люблю тебя, Филлип Моррис» — «экстраординарный фильм, который лишний раз подтверждает, каким хорошим актёром может быть Керри, когда он не пытается угодить голливудской тусовке».

## Саундтрек

Обложка диска с саундтреком к фильму

Оригинальный саундтрек к фильму вышел 25 января 2010 года:
1. «I Cried Like A Silly Boy» — Ник Урата
2. «Dance Hall Days» — Джэк Хьюз
3. «Key West» — Ник Урата
4. «Jesus Has A Plan» — Ник Урата
5. «To Love Somebody» — Нина Симон
6. «Written in the Stars» — Ник Урата
7. «Nobody Knows the Trouble I’ve Seen (Orlandus Wilson)» — Квартет «Golden Gate»
8. «Promise to Jimmy» — Ник Урата
9. «The Escape Artist» — Ник Урата
10. «The Last Time» — Ник Урата
11. «Steal Away» — Робби Дюпри
12. «Faking Death» — Ник Урата
13. «Duettino: Sull’Aria из оперы „Свадьба Фигаро“» — German Opera Orchestra of Berlin